# Cristiano Bodo

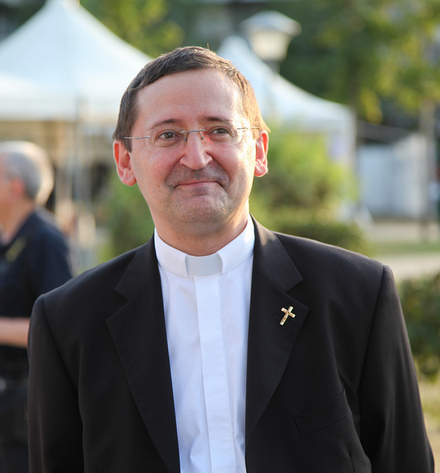
Cristiano Bodo im Sommer 2014

Bischofswappen von Cristiano Bodo

Cristiano Bodo (* 30. Juli 1968 in Vercelli, Italien) ist ein italienischer Geistlicher und römisch-katholischer Bischof von Saluzzo.

## Leben
Cristiano Bodo trat mit zwölf Jahren in das Knabenseminar und studierte an der theologischen Fakultät für Oberitalien in Padua Katholische Theologie. Er empfing am 29. Mai 1993 die Priesterweihe für das Erzbistum Vercelli.
Nach weiteren Studien erwarb er in Padua das Lizenziat in Theologie. Schon ab 1991 war er bis 1995 persönlicher Sekretär der Erzbischöfe Albino Mensa und Tarcisio Bertone SDB. Nach der Priesterweihe war er neben seinen verschiedenen besonderen Aufgaben bis zur Ernennung zum Bischof immer auch in der Pfarrseelsorge tätig. Von 1996 bis 1999 war er Subregens des Priesterseminars von Vercelli, Diözesandirektor für die Berufungspastoral und Verantwortlicher für die Ministrantenpastoral. Zeitweise war er Verantwortlicher für die Kinder-, Jugend- und Hochschulpastoral sowie Verantwortlicher des Erzbistums für den Sport und geistlicher Begleiter verschiedener Sportvereine.
Im Jahr 2005 wurde er Bischofsvikar für die Jugendseelsorge und von 2007 bis 2015 war er Generalvikar des Erzbistums Vercelli. Im Jahr 2007 erhielt er den Ehrentitel eines Päpstlichen Ehrenprälaten und 2014 wurde er mit einer Arbeit über den Ständigen Diakonat zum Dr. theol. promoviert. Seit 2015 war er Bischofsvikar für die Seelsorge.
Papst Franziskus ernannte ihn am 17. Dezember 2016 zum Bischof von Saluzzo. Die Bischofsweihe spendete ihm der Erzbischof von Vercelli, Marco Arnolfo, am 25. März des folgenden Jahres. Mitkonsekratoren waren der Alterzbischof von Vercelli, Enrico Masseroni, und sein Amtsvorgänger Giuseppe Guerrini. Die Amtseinführung im Bistum Saluzzo fand am 2. April 2017 statt.